# 東稙田村
東稙田村（ひがしわさだむら）は、大分県大分郡にあった村。現在の大分市の一部にあたる。

## 地理
- 河川：大分川[3]、七瀬川[3]、敷戸川[4]、寒田川[5]
- 山岳：霊山[6]

## 歴史
- 1889年（明治22年）4月1日、町村制の施行により、大分郡光吉村、岡川村、高瀬村、鴛野村、寒田村、田尻村、旦野原村、宮崎村が合併して村制施行し、東稙田村が発足[1][2]。旧村名を継承した光吉、岡川、高瀬、鴛野、寒田、田尻、旦野原、宮崎の8大字を編成[2]。
- 1955年（昭和30年）
  - 1月1日、大字旦野原の一部を大分市に編入[1]。
  - 2月1日、大分郡稙田村、賀来村と合併し、大分村を新設して廃止された[1][2]。

## 産業
- 農業